# Nigoğayos Balyan
 (juin 2021).
Nigoğayos Balyan (en arménien : Նիկողայոս Պալեան, aussi connu sous le nom de Nigoğos Balyan), né en 1826 et mort en 1858 à Constantinople, est un architecte ottoman arménien, membre de la famille Balyan.

## Biographie
Nigoğayos Balyan naît en 1826, premier fils de Garabet Amira Balyan.
En 1843, il voyage à Paris avec son frère Sarkis où ils étudient l'architecture au collège Sainte-Barbe. Mais, en raison d'une maladie, ils retournent à Constantinople en 1845.
Il travaille en collaboration avec son père Garabet, ce qui lui permit d'acquérir de l'expérience. Il est nommé comme conseiller dans le domaine des arts auprès du Sultan Abdülmecid Ier. Il fonde également une école pour architectes afin de leur enseigner l'architecture occidentale.
Nigoğayos planifie la construction du palais de Dolmabahçe avec son père. Il participe à la préparation de la Constitution nationale arménienne proclamée par le pouvoir.
Il meurt à Constantinople en 1858 des suites d'une fièvre typhoïde à l'âge de 32 ans.

## Principales réalisations
Les principaux travaux de Nigoğayos incluent :
- La Petite mosquée Mecidiye (1843-1848).
- Le palais Ihlamur (1849).
- La mosquée de Dolmabahçe (1853-1855).
- La mosquée d'Ortaköy, en collaboration avec son père Garabet Balyan (1854-1856).
- Le palais de Küçüksu (1857).
- L'hôpital arménien.

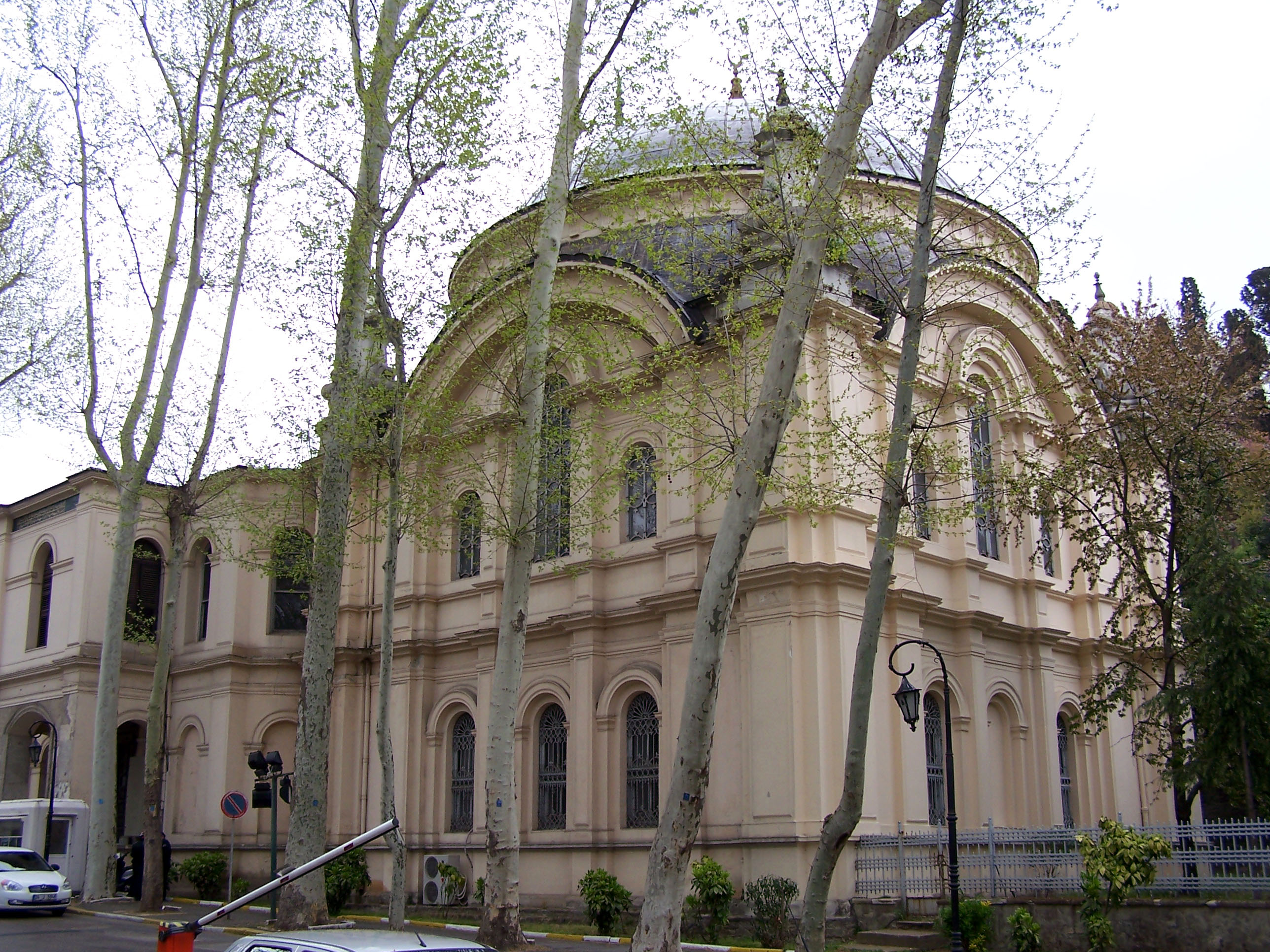
La Petite mosquée Mecidiye
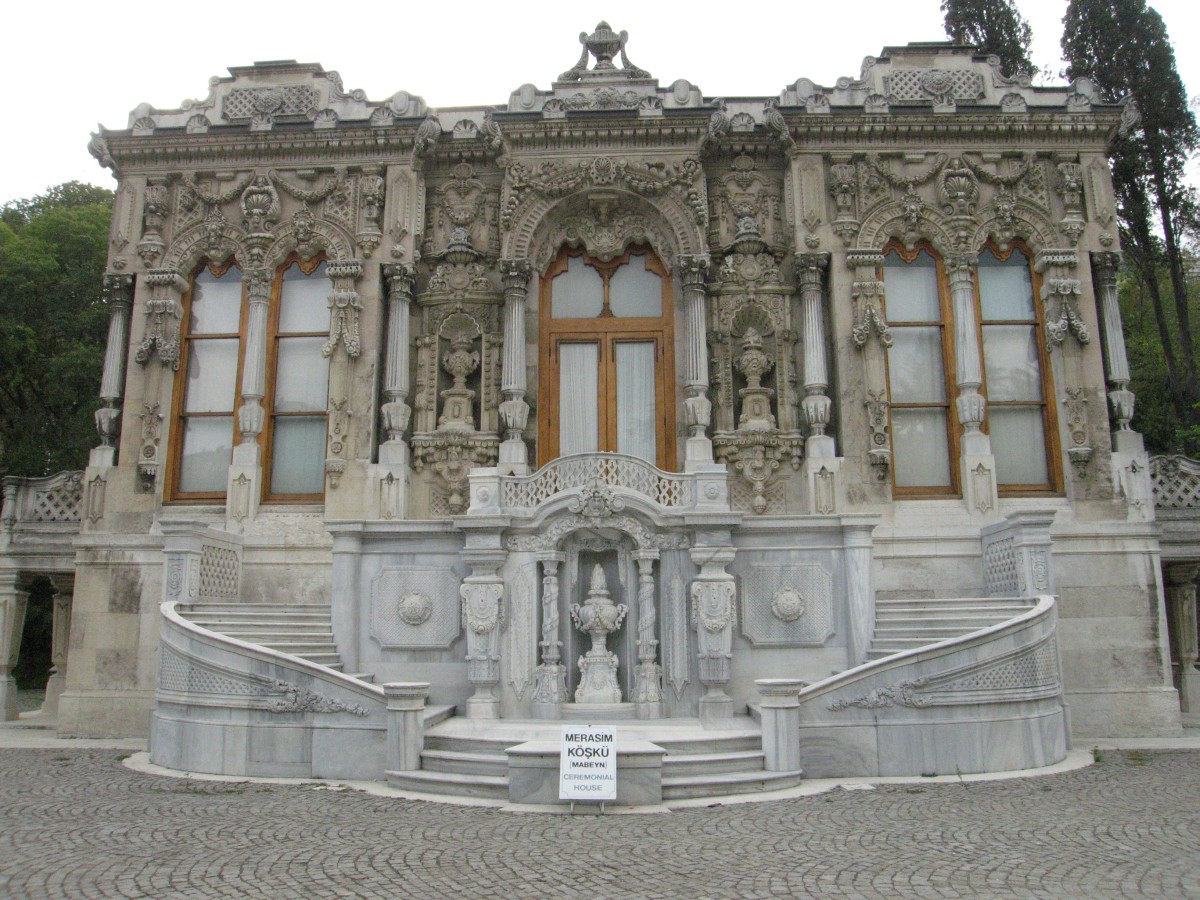
Le palais Ihlamur.
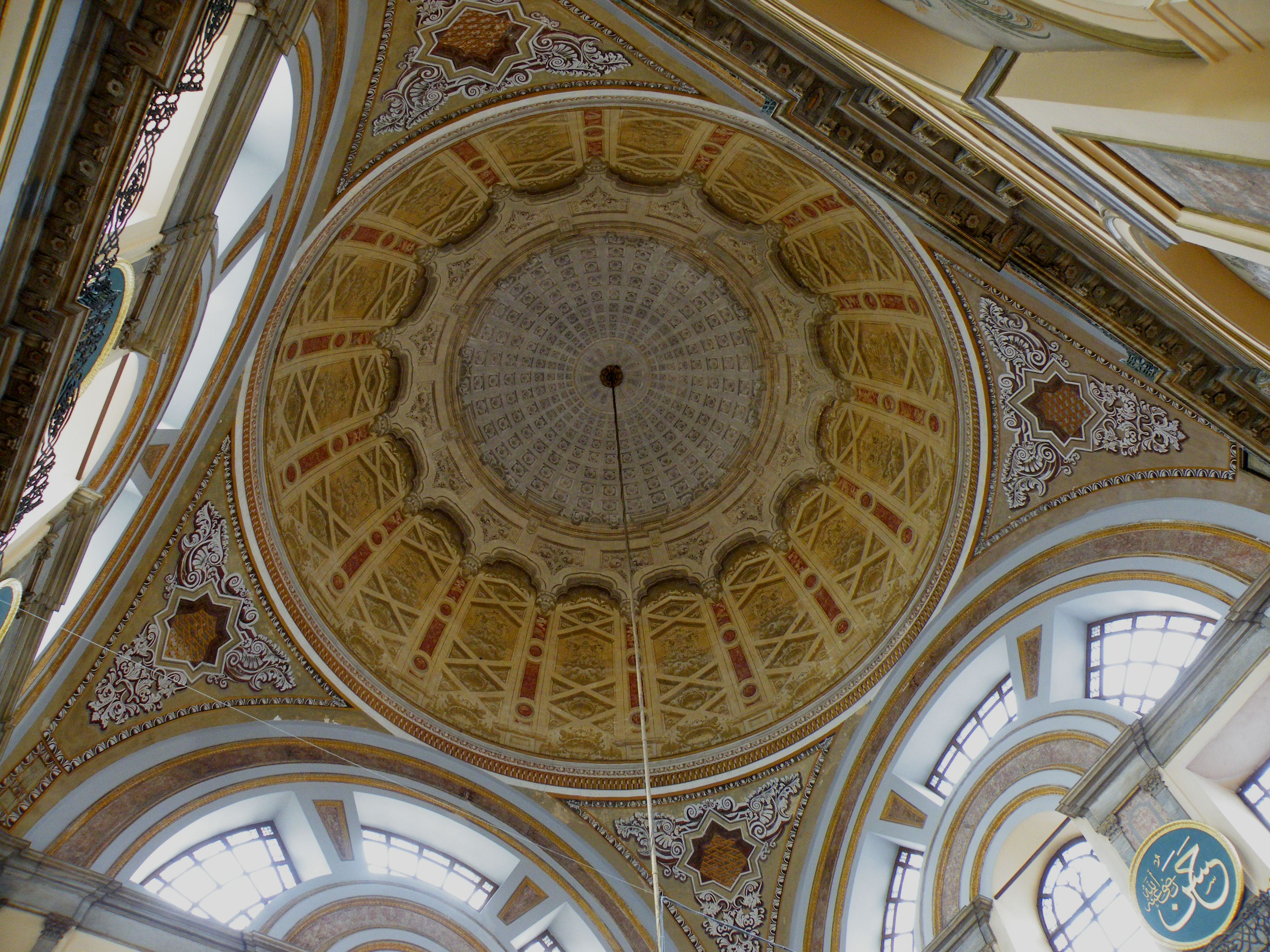
La mosquée de Dolmabahçe, vue intérieure.
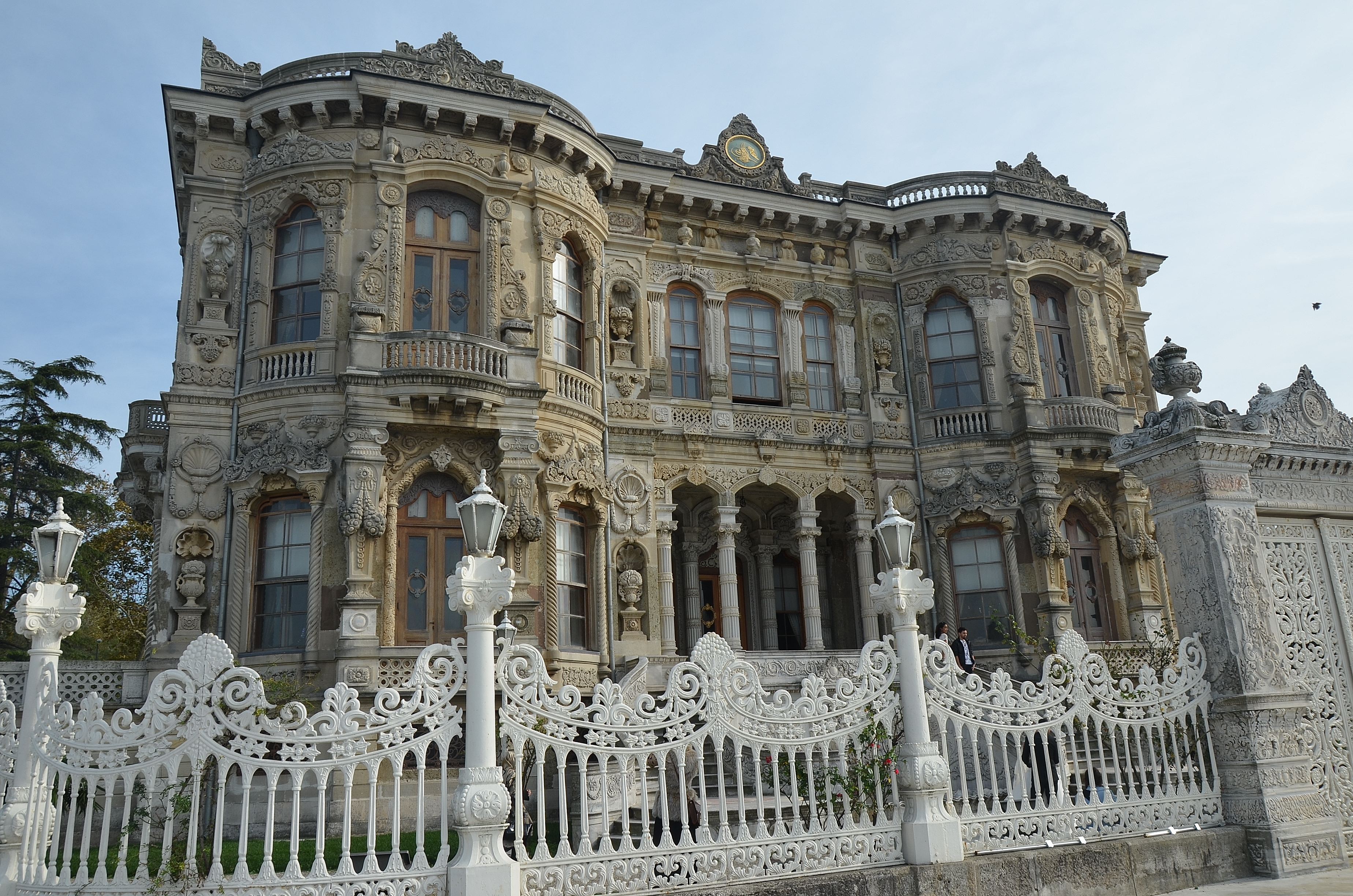
Le palais de Küçüksu.